# Wajiha Jendoubi
Wajiha Jendoubi (Cairuán, 1960) es una actriz y comediante tunecina.

## Biografía
Jendoubi nació en 1960. Originaria de Cairuán, terminó sus estudios teatrales en 1995. Para su proyecto de graduación, escribió una obra de teatro junto a otra estudiante y desempeñó el papel de una futura novia, que describió como inolvidable. Los directores tunecinos la notaron rápidamente y apareció en varias telenovelas de televisión como Mnamet Aroussia, Ikhwa wa Zaman y Aoudat Al Minyar, la última de las cuales es su obra más conocida.

## Carrera
En 2010, apareció en The Season of Men.
Realizó el espectáculo Madame Kenza en 2010. Descubrió el placer de ser la única persona en el escenario y su objetivo era mantener a su audiencia en suspenso, divertirse y sacar a relucir lo que sentía. 
En 2015, fue nombrada junto a Myriam Belkadhi y Emna Louzyr Ayari como representante de Túnez para la Convención sobre la eliminación de todas las formas de discriminación contra la mujer.
En 2017, interpretó a Bahja en la película El Jaida de Selma Baccar. Fue nombrada oficial de la Orden de la República en 2019. En diciembre de 2019, afirmó que Attessia TV no le pagó por sus actuaciones en los programas Le Président, Flashback y Ali Chouerreb.

## Vida personal
Está casada y es madre de dos hijos. Su esposo Mehdi está a cargo del sonido y la luz durante sus shows. Cuando comenzó la Primavera Árabe en Túnez, inicialmente estuvo a favor, pero posteriormente no. En respuesta al extremismo religioso violento que se desarrolló, creó un programa de comedia como una forma de combatirlo en la Túnez de la posrevolución.

## Filmografía
Cine
- 2000 : The Season of Men : Salwa
- 2001 : Fatma
- 2010 : Linge sale (cortometraje) : Jamila
- 2016 : Parfum de printemps
- 2017 : El Jaida : Bahja

Televisión
- 1998 : Îchqa wa Hkayet : Chrifa
- 2000 : Mnamet Aroussia : Lilia Thabti/Lilia Chared Azzouz
- 2002 : Gamret Sidi Mahrous : Sabiha Souilah
- 2003 : Ikhwa wa Zaman : Souad
- 2004 : Loutil (L'Hôtel)
- 2005 : Aoudat Al Minyar : Rakia
- 2009 : Aqfas Bila Touyour
- 2010 : Garage Lekrik
- 2012 : Dipanini
- 2013 : Yawmiyat Imraa : Daliya
- 2015 : Naouret El Hawa (temporada 2) : Safia
- 2016 : Nsibti Laaziza (temporada 6) : Rafika
- 2016 : Le Président : Salsabil Barmakli
- 2016 : Bolice 2.0
- 2017 : Dawama
- 2017 : La Coiffeuse
- 2017 : Flashback (temporada 2)
- 2019 : El Maestro
- 2019 : Ali Chouerreb (temporada 2) de Rabi Tekali & Madih Belaid : Señora Abid
- 2020 : The Tailor: Home Confinement